# ShootMania Storm
ShootMania Storm es un videojuego de disparos en primera persona desarrollado por Nadeo y publicado por Ubisoft para Microsoft Windows.
Al igual que sus juegos hermanos TrackMania 2 y el aún inédito QuestMania, cuenta con 3 entornos diferentes, de los cuales dos se han revelado hasta ahora;  un entorno basado en la nieve llamado Cryo y otro llamado Storm.  Storm se lanzó primero, y Cryo se lanzará más tarde.
Nadeo ha declarado que tienen la intención de hacer que ShootMania se destaque de otros FPS a través de características de diseño como el uso de un arma estilo lanzacohetes como arma principal del juego. Florent Castelnérac (líder del proyecto del juego) ha declarado que habrá relativamente pocas armas diferentes, con la idea de minimizar el tiempo de juego que no se dedica al juego.
El juego todavía usa el editor de mapas introducido en TrackMania. La edición de personajes está restringida, con solo un escudo personalizable en la espalda del jugador.
El juego estaba programado para ser lanzado el 23 de enero de 2013, pero se retrasó hasta el 10 de abril de 2013 con una versión beta abierta que comenzó el 12 de febrero.

## Recepción
ShootMania Storm recibió críticas mixtas a positivas de los críticos tras su lanzamiento.  En Metacritic, el juego tiene una puntuación de 76/100 basada en 47 reseñas, lo que indica "críticas generalmente favorables".

## Otras lecturas
- Phrell, Sophie (16 de enero de 2013). «Controles simples, juego rápido y enfoque comunitario: Shootmania es el Unreal Tournament no violento». Penny Arcade Report. Archivado desde el original el 17 de enero de 2013. Consultado el 18 de enero de 2013.
- Kuchera, Ben (28 de mayo de 2013). «Shootmania es seguro para los niños y puedes convertirlo en cualquier FPS que quieras». Penny Arcade Report. Archivado desde el original el 1 de julio de 2012. Consultado el 18 de enero de 2013.
- Fletcher, JC (14 de diciembre de 2012). «Shootmania Storm ve rojo (vs azul) para beta». Rock, Paper, Shotgun. Consultado el 18 de enero de 2013.
- Smith, Adam (13 de enero de 2012). «Tormenta en una copa beta: ShootMania Storm». Rock, Paper, Shotgun. Consultado el 18 de enero de 2013.
- Grayson, Nathan (28 de junio de 2012). «Calma antes de que se acerque la beta de ShootMania Storm». Rock, Paper, Shotgun. Consultado el 18 de enero de 2013.
- Caldwell, Brendan (21 de febrero de 2012). «Impresiones – ShootMania: Storm». Rock, Paper, Shotgun. Consultado el 18 de enero de 2013.